# سورودکانا کامبائو
سورودکانا کامبائو (انگلیسی: Surodchana Khambao; ۲۳ دسامبر ۱۹۹۹) وزنه‌بردار زن اهل تایلند بود.